# Maria Brouckmeersch
Maria Brouckmeersch, ook Maria Kessels-Brouckmeersch of Maria Kessels (30 april 1927) is een Belgische voormalige atlete, die gespecialiseerd was in de middellange afstand. Zij nam tweemaal deel aan de Europese kampioenschappen en veroverde vier Belgische titels.

## Biografie
Maria Brouckmeersch begon op haar zesentwintigste met atletiek. In 1954 werd ze voor het eerst Belgisch kampioene op de 800 m en nam ze op de afstand deel aan de Europese kampioenschappen in Bern. Ze werd uitgeschakeld in de series.
In 1955 verbeterde Kessels-Brouckmeersch het Belgisch record op de 800 m van Jeanne Soffriau naar 2.22,0 In drie verschillende verbeteringen bracht ze het record in 1958 naar 2.15,4.
Ook in 1955, 1956 en 1957 behaalde ze de Belgische titel op de 800 m. In 1958 nam ze opnieuw deel aan de Europese kampioenschappen, ditmaal in Stockholm. Opnieuw werd de uitgeschakeld in de series.
Kessels-Brouckmeersch was aangesloten bij NSLO en stapte in 1958 over naar de pas opgerichte damesafdeling van Hermes Club Oostende.

## Belgische kampioenschappen
| Onderdeel | Jaar                   |
| --------- | ---------------------- |
| 800 m     | 1954, 1955, 1956, 1957 |

## Persoonlijk record
| Onderdeel | Prestatie      | Datum       | Plaats |
| --------- | -------------- | ----------- | ------ |
| 800 m     | 2.15,4 (ex-NR) | 6 juli 1958 | Pisa   |

## Palmares

### 800 m
- 1954:  BK AC – 2.26,1
- 1954: 7e series EK te Bern – 2.33,7
- 1955:  BK AC – 2.31,7
- 1956:  BK AC – 2.30,7
- 1957:  BK AC – 2.24,5
- 1958: 7e series EK te Bern – 2.38,5

## Onderscheidingen
- 1956: Nationale Medaille van Sportverdienste
- 1956: Grote Feminaprijs van de KBAB